# جيتار منزلق

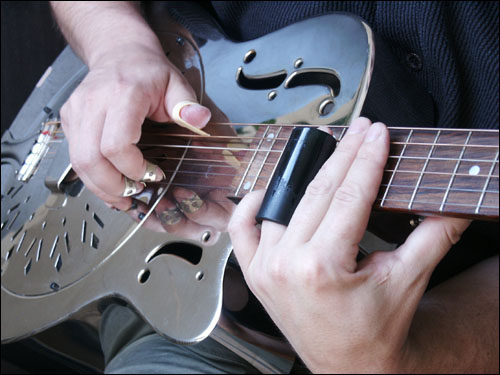
جيتار منزلق

جيتار منزلق (بالإنجليزية: Slide guitar) هي تقنية لعزف الجيتار تستخدم غالبًا في موسيقى البلوز، وهو ينطوي على العزف على الجيتار أثناء حمل جسم صلب (شريحة slide) على الأوتار، مما يخلق فرصة لتأثيرات جليساندو glissando (مصطلح موسيقي إيطالي مشتق من المصطلح الفرنسي «ينزلق» في بعض أجزاء المعزوفة، ويجب تمييزه عن النقل المستمر) والاهتزازات العميقة التي تعكس خصائص صوت الغناء البشري. عادة ما يتضمن العزف على الجيتار في الوضع التقليدي (مسطح مقابل الجسم) باستخدام شريحة مثبتة على أحد أصابع عازف الجيتار، وقد تكون الشريحة عبارة عن أنبوب معدني أو زجاجي، مثل عنق الزجاجة bottleneck (يستخدم مصطلح عنق الزجاجة تاريخيًا لوصف هذا النوع من اللعب)، عادةً ما يتم نتف الأوتار (لا يتم عزفها) بينما يتم تحريك الشريحة فوق الأوتار لتغيير درجة الصوت pitch. يمكن أيضًا وضع الجيتار في حضن العازف ولعبه بقضيب محمول باليد (lap steel guitar).

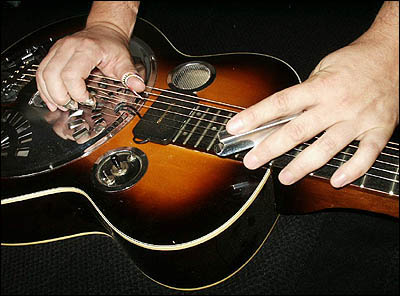
جيتار لاب منزلق

تم إرجاع إنشاء الموسيقى باستخدام شريحة من نوع ما إلى الآلات الوترية البدائية في أفريقيا  وأيضًا إلى أصل الجيتار الفولاذي steel guitar  في هاواي. بالقرب من بداية القرن العشرين، شاع موسيقيو البلوز في دلتا المسيسيبي أسلوب غيتار منزلق عنق الزجاجة، وكان أول تسجيل للغيتار المنزلق بواسطة سيلفستر ويفر في عام 1923. منذ ثلاثينيات القرن الماضي، كان فنانون من بينهم روبرت نايت هوك  وإيرل هوكر وإلمور جيمس، ومادي واترز  جيتار منزلق شائع في موسيقى البلوز الكهربائية وأثرا لاحقًا على عازفي الجيتار المنزلق في موسيقى الروك، بما في ذلك فريق رولنج ستونز، ودوان ألمان، وري كودر، ومن بين رواد «جيتار لاب المنزلق»: اوسكار بادي وودز، وبلاك ايس تيرنر، وفريدي روليت.
لا يشير «جيتار لاب المنزلق» إلى أداة معينة، بل هو أسلوب العزف على الجيتار مع وضع الآلة على حضن المؤدي أو مدعوم بأي شكل آخر، ويشير المصطلح عادة إلى موسيقى البلوز أو موسيقى الروك. يُعرف الوضع الأفقي أيضًا باسم" أسلوب هاواي. هناك العديد من الأدوات المصنوعة خصيصًا (أو المعدلة) للعزف على سطح الطاولة.

## تاريخ الجيتار المنزلق
تعود تقنية استخدام جسم صلب ضد خيط مقطوع إلى قوس ديدلي المشتق من أداة أفريقية ذات وتر واحد. يُعتقد أن «قوس ديدلي diddley bow» هو أحد أسلاف أسلوب عنق الزجاجة. عندما قدم البحارة من أوروبا يحملون الجيتار الإسباني إلى هاواي في القرن التاسع عشر الأخير، قام سكان هاواي بترك بعض الأوتار من الضبط القياسي للغيتار لصنع وتر (أصبح هذا معروفًا باسم غيتار «مفتاح الركود»)، والذي يشار إليه اليوم باسم غيتار مفتوح ضبط.
عندما تم تزويد الجيتار بالكهرباء في ثلاثينيات القرن الماضي، سمح للعزف المنفردة على الآلة أن تكون مسموعة بشكل أكبر، وبالتالي ظهرت بشكل أكثر بروزًا. قام لاعبون مثل روبرت نايت هوك وإيرل هوكر في الأربعينيات من القرن الماضي، بترويج الغيتار الكهربائي المنزلق؛ ولكن، على عكس سابقاتهم، استخدموا الضبط القياسي. سمح لهم ذلك بالتبديل بين العزف على الجيتار المنزلق بسهولة، والتي كانت ميزة في مرافقة الإيقاع.

## وصلات خارجية
https://www.museumofmakingmusic.org/slide جيتار منزلق